# Andrés Salazar
Pour les articles homonymes, voir Salazar.
Andrés Salazar, né le 15 janvier 2003 à Guarne en Colombie, est un footballeur international colombien qui évolue au poste d'arrière gauche à Heart of Midlothian.

## Biographie

### En club
Né à Guarne en Colombie, Andrés Salazar commence le football avec le club du Manantiales avant d'être formé par l'Atlético Nacional. Il commence toutefois sa carrière au Valledupar FC, où il est prêté en 2021. Il est de nouveau prêté en 2022, au Fortaleza C.E.I.F.
Il fait ensuite son retour à l'Atlético Nacional, jouant son premier match avec l'équipe première le 27 février 2023, lors d'une rencontre de championnat face à l'Atlético Huila. Il entre en jeu et son équipe s'impose par trois buts à un.
Faisant forte impression, notamment avec l'équipe de Colombie des moins de 20 ans, Salazar attire plusieurs clubs, comme le Club América lors de l'été 2023.

### En sélection
Andrés Salazar représente l'équipe de Colombie des moins de 20 ans. Avec cette sélection il est retenu pour participer au Championnat de la CONMEBOL de football des moins de 20 ans en 2023.
Avec cette même sélection il est également retenu pour participer à la coupe du monde des moins de 20 ans en 2023.
Andrés Salazar honore sa première sélection avec l'équipe nationale de Colombie le 16 juin 2023, contre l'Irak en match amical. Il est titularisé et son équipe s'impose par un but à zéro,.